# Resolutie 1413 Veiligheidsraad Verenigde Naties
Resolutie 1413 van de Veiligheidsraad van de Verenigde Naties werd op 23 mei 2002 unaniem aangenomen door de VN-Veiligheidsraad. De resolutie stond de NAVO toe de ISAF-troepenmacht in Afghanistan met een half jaar te verlengen.

## Achtergrond
In 1979 werd Afghanistan bezet door de Sovjet-Unie, die vervolgens werd bestreden door Afghaanse krijgsheren. Toen de Sovjets zich in 1988 terugtrokken raakten ze echter slaags met elkaar. In het begin van de jaren 1990 kwamen ook de Taliban op. In september 1996 namen die de hoofdstad Kabul in. Tegen het einde van het decennium hadden ze het grootste deel van het land onder controle en riepen ze een streng islamitische staat uit.
In 2001 verklaarden de Verenigde Staten met bondgenoten hun de oorlog en moesten ze zich terugtrekken, waarna een interim-regering werd opgericht.

## Inhoud
De Veiligheidsraad steunde de internationale inspanningen om terrorisme uit te roeien. Ze waardeerde ook de leiding die het Verenigd Koninkrijk namen over de Internationale Veiligheidsbijstandsmacht en de bijdrage die vele landen leverden. Ook had Turkije aangeboden het commando over de macht te voeren.
De Raad besloot de autorisatie van de macht met zes maanden te verlengen vanaf 20 juni. De deelnemende landen werden ook geautoriseerd om alle nodige maatregelen te nemen om het mandaat te voltooien. Ten slotte werd de leiding van de missie gevraagd maandelijks te rapporteren via de secretaris-generaal Kofi Annan.

## Verwante resoluties
- Resolutie 1390 Veiligheidsraad Verenigde Naties
- Resolutie 1401 Veiligheidsraad Verenigde Naties
- Resolutie 1419 Veiligheidsraad Verenigde Naties
- Resolutie 1444 Veiligheidsraad Verenigde Naties

Lijst ·  1387 ·  1388 ·  1389 ·  1390 ·  1391 ·  1392 ·  1393 ·  1394 ·  1395 ·  1396 ·  1397 ·  1398 ·  1399 ·  1400 ·  1401 ·  1402 ·  1403 ·  1404 ·  1405 ·  1406 ·  1407 ·  1408 ·  1409 ·  1410 ·  1411 ·  1412 ·  1413 ·  1414 ·  1415 ·  1416 ·  1417 ·  1418 ·  1419 ·  1420 ·  1421 ·  1422 ·  1423 ·  1424 ·  1425 ·  1426 ·  1427 ·  1428 ·  1429 ·  1430 ·  1431 ·  1432 ·  1433 ·  1434 ·  1435 ·  1436 ·  1437 ·  1438 ·  1439 ·  1440 ·  1441 ·  1442 ·  1443 ·  1444 ·  1445 ·  1446 ·  1447 ·  1448 ·  1449 ·  1450 ·  1451 ·  1452 ·  1453 ·  1454